# Universidad Estatal del Amur Sholem Aleijem
Universidad Estatal del Amur Sholem Aleijem (en ruso: Приамурский государственный университет имени Шолом-Алейхема), anteriormente Instituto Pedagógico Estatal de Birobidzhán, es una universidad estatal rusa, la única con sede en el Óblast autónomo Hebreo. Lleva el nombre del escritor en idioma yidis Sholem Aleijem.

## Resumen
La universidad trabaja en cooperación con la comunidad judía local y con la sinagoga de Birobidzhán. El campus está ubicado en el Extremo Oriente Ruso. La base de los cursos de formación es el estudio del idioma hebreo, la historia y los textos judíos clásicos. En los últimos años, en el Óblast Autónomo Hebreo ha aumentado el interés por las raíces judías. Los estudiantes estudian en hebreo y en yidis en la escuela judía y en la Universidad de Birobidzhán. En 1989, el centro judío fundó una escuela dominical donde los niños pueden aprender el idioma yidis y estudiar la historia de Israel. El gobierno israelí ha ayudado a financiar la realización del programa. En el año 2007, Boris Kotlerman, un profesor de idioma yidis de la Universidad Bar-Ilan, inició un programa internacional en Birobidzhán para la promoción del idioma yidis y la cultura judía. El programa incluía la celebración de un taller lingüístico en la población de Valdgeym. El yidis sigue siendo el segundo idioma oficial de la región después del ruso, aunque solo lo hablan unos pocos judíos.